# Edicto de Pistres
El edicto de Pitres o Pistre (en latín: Edictun Pistense) es un capítulo promulgada por Carlos el Calvo en la segunda de cuatro reuniones (consejos) celebradas en la localidad normanda de Pitres durante su reinado entre 861 y 869. Esta segunda reunión se celebró 25 de julio de 864. El acto es considerado el de más relevancia jurídico-administrativa del reinado de Carlos el Calvo con el capitular de Quierzy de 877 . En él se tomaron muchas decisiones con efectos de importancia política, económica y militar:
Según Abraham Leon, el edicto  «castiga la venta de oro o de plata impura con el látigo, cuando se trata de siervos o de esclavos, y con una multa de dinero cuando se trata de judíos o de hombres libres».